# G・W・ベイリー
G・W・ベイリー（G.W. Bailey、1944年8月27日 - ）は、アメリカ合衆国の俳優。テキサス州出身。

## 来歴
1944年にテキサス州で生まれる。大学中退後に地元の舞台関連の会社で働き、1970年代になるとカリフォルニア州へ移り、テレビの脇役として活躍し始める。その後の1979年、若き日のチャック・ノリスの主演映画で映画デビューを果たす。その後も活動を続けて、日本では『ポリスアカデミー』での嫌味な教官のハリス警部役で知られており、その後のポリスアカデミーシリーズには第2作目と第3作目を除いたすべての作品に出演。コミカルな演技を披露している。1987年には、川島透監督のハワイを舞台にした日本映画の「ハワイアン・ドリーム」にも出演しており、時任三郎やジョニー大倉、桃井かおりなどと共演した。近年では主にテレビドラマへの出演が多く、キーラ・セジウィックがゴールデン・グローブ賞において主演女優賞を受賞した人気ドラマ『クローザー』→『Major Crimes 〜重大犯罪課』では、警部補をユーモラスに演じている。
1993年には、テキサス工科大学へ戻っており、1994年に卒業している。現在は2人の父親でもある。支援団体であるサンシャインキッズ財団においては、事務局長を務めており毎年何百人もの若年の癌患者に対して様々な活動を熱心に行っている。

## 出演作品

### 映画
| 公開年 | 邦題 原題                                                                    | 役名                 | 備考       |
| ------ | ---------------------------------------------------------------------------- | -------------------- | ---------- |
| 1979   | フォース・オブ・ワン A Force of One                                          | アーウィン           |            |
| 1980   | 脱獄アルカトラズ Alcatraz: The Whole Shocking Story                          | ホルフェルド         | テレビ映画 |
| 1981   | テキサス殺人事件 Murder in Texas                                             | リチャード・ハインズ | テレビ映画 |
| 1982   | グリズリー・アダムズ物語 The Capture of Grizzly Adams                        | トム                 | テレビ映画 |
| 1984   | ポリスアカデミー Police Academy                                              | ハリス               |            |
| 1984   | 未来警察 Runaway                                                             | 警察署長             |            |
| 1985   | Mr.早射ちマン Rustlers' Rhapsody                                             | ピーター             |            |
| 1985   | バイオ・インフェルノ Warning Sign                                            | トム・シュミット博士 |            |
| 1986   | メジャーリーグへの道/片腕のヒーロー A Winner Never Quits                     | タタム               | テレビ映画 |
| 1986   | ショート・サーキット Short Circuit                                           | スクルーダー         |            |
| 1987   | マネキン Mannequin                                                           | フェリックス         |            |
| 1987   | バーグラー/危機一髪 Burglar                                                  | レイ                 |            |
| 1987   | ポリスアカデミー4／市民パトロール Police Academy 4: Citizens on Patrol       | サディウス・ハリス   |            |
| 1987   | ハワイアン・ドリーム Hawaiian Dream                                          | ピアース             | 日本映画   |
| 1988   | ポリスアカデミー5／マイアミ特別勤務 Police Academy 5: Assignment Miami Beach | サディウス・ハリス   |            |
| 1989   | 新ポリスアカデミー6／バトル・ロワイヤル Police Academy 6: City Under Siege   | サディウス・ハリス   |            |
| 1990   | 幸せの誓い Fine Things                                                       | グロスマン           | テレビ映画 |
| 1991   | 裏切りの代償 Doublecrossed                                                   | チャンプ             | テレビ映画 |
| 1992   | ベッド・オブ・ライズ/妻の告白 Bed of Lies                                    | Zeke Zbranek         | テレビ映画 |
| 1992   | 勇士たちの帰郷 An American Story                                             | トム                 | テレビ映画 |
| 1993   | 赤ちゃんは誰のもの/失われた愛を求めて No Child of Mine                       | ラマー・ジェンキンス | テレビ映画 |
| 1994   | ポリスアカデミー'94／モスクワ大作戦 Police Academy: Mission to Moscow        | サディウス・ハリス   |            |
| 1997   | ファミリー・ストーカー/静かなる隣人 Seduction in a Small Town                | パット・カーター     | テレビ映画 |
| 1999   | JESUS 奇蹟の生涯 Jesus                                                       | Livio                | テレビ映画 |
| 2000   | フィラデルフィア24時 The Thin Blue Lie                                       | K.C.                 | テレビ映画 |
| 2000   | ローマ帝国に挑んだ男 -パウロ- San Paolo                                      | バルナバ             | テレビ映画 |
| 2002   | ディープコア2002 Scorcher                                                    | ティモシー・ムアー   |            |
| 2004   | ホーム・オン・ザ・レンジ にぎやか農場を救え! Home on the Range               | ラスティ（犬）       | 声の出演   |

### テレビシリーズ
| 放映年    | 邦題 原題                                  | 役名                           | 備考                      |
| --------- | ------------------------------------------ | ------------------------------ | ------------------------- |
| 1976      | チャーリーズ・エンジェル Charlie's Angels  | マムフォード                   | 1エピソード               |
| 1976-1978 | 刑事スタスキー&ハッチ Starsky and Hutch    |                                | 2エピソード               |
| 1979-1983 | マッシュ M*A*S*H                           | ルーサー・リゾ                 | 14エピソード              |
| 1982-1983 | セント・エルスウェア St. Elsewhere         | ヒュー・ビール                 | 13エピソード              |
| 1983-1984 | Goodnight, Beantown                        | アルバート・アデルソン         | 13エピソード              |
| 1987,1995 | ジェシカおばさんの事件簿 Murder, She Wrote |                                | 2エピソード               |
| 1996-1997 | The Jeff Foxworthy Show                    | ビッグ・ジム・フォックスワース | 23エピソード              |
| 2005      | NIP/TUCK マイアミ整形外科医 Nip/Tuck       | ウェズリー                     | 1エピソード               |
| 2005-2012 | クローザー The Closer                      | ルイ・プロベンザ               | レギュラーで109エピソード |
| 2012-2018 | Major Crimes 〜重大犯罪課Major Crimes      | ルイ・プロベンザ               | レギュラーで105エピソード |